# زبان‌های چادی غربی
زبان‌های چادی غربی ، شاخه‌ای از زبان‌های آفریقایی-آسیایی ست که در شمال نیجر و نیجریه به آن صحبت می‌کنند.

## زبان‌ها
زبان‌های چادی غربی ، از حدود ۷۳ زبان تشکیل شده که در ۷ گروه قرار دارند.